# Jeu de paume

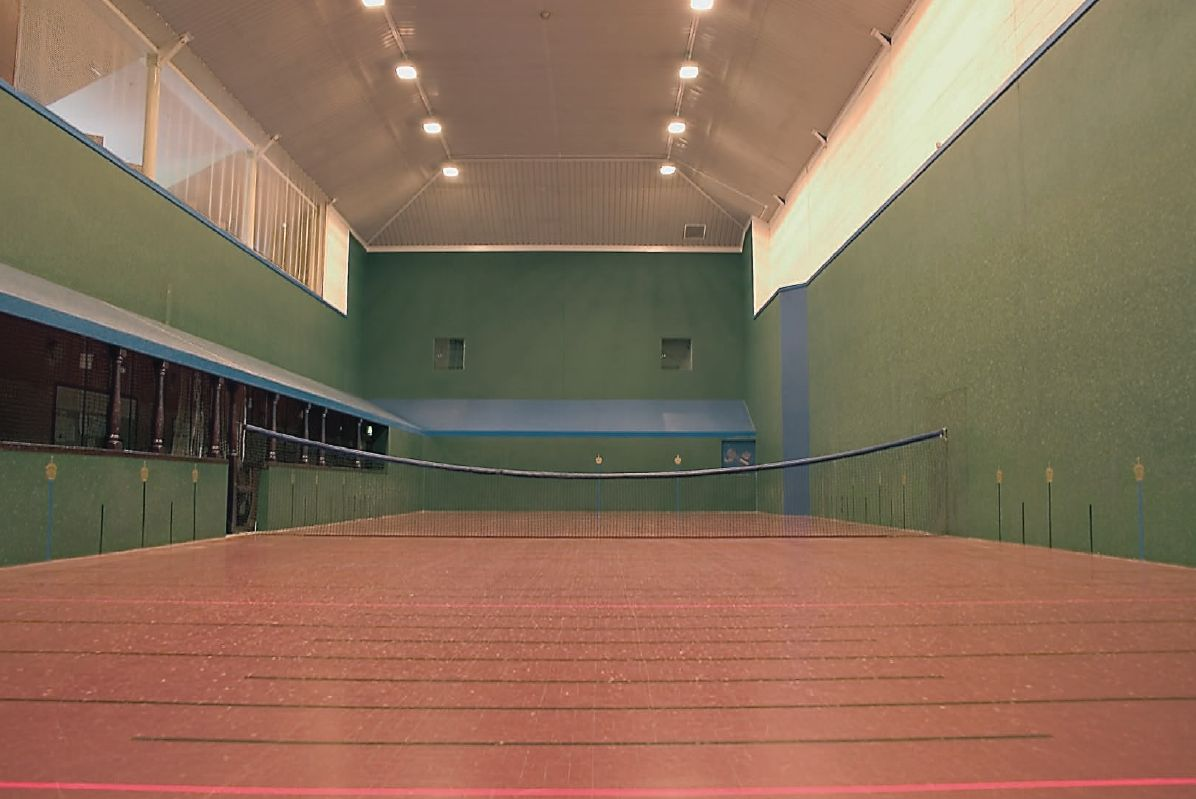
Kurt na jeu de paume v Bristolu

Jeu de paume (výsl. [žö dəpom], francouzsky hra dlaní) je původně francouzská středověká míčová hra, předchůdce tenisu. Oproti francouzskému názvu se jeu de paume hraje s pálkou. Její označení vychází z toho, že se hra zpočátku hrála holýma rukama nebo v rukavicích.
Jeu de paume byla olympijským sportem pouze na hrách v Londýně v roce 1908.
Dnes tuto hru provozuje ve světě asi 10 000 sportovců, z čehož je asi třetina žen. Sport se v různých zemích označuje různě – ve Velké Británii Real Tennis, v USA Court Tennis a v Austrálii Royal Tennis.
Výraz Jeu de Paume je ve Francii rovněž přenesený výraz pro míčovnu, kde se hra hrála. Nejslavnější je míčovna ve Versailles, která se stala náhradní zasedací místností generálních stavů. Jejich zástuci zde složili přísahu (serment du Jeu de paume) zachycenou na Davidově obraze, kterou začala první, ústavní fáze Velké francouzské revoluce.